# モロッシア共和国

モロッシア共和国
Republic of Molossia
Respubliko de Molossia

国の標語：Nothing Ventured, Nothing Gained
（英語: 冒険しなければ何も得られない）
国歌：Fair Molossia is Our Home
(英語: 美しきモロッシアは我が故郷)

Republic of Molossia - National Databaseより引用、2014年2月現在の情報。
https://vt.tiktok.com/ZSRQxGkN3/
https://vt.tiktok.com/ZSRQxorJC/ より引用、2022年9月現在の情報。
1. 

モロッシア共和国（Republic of Molossia）は、ケビン・ボー（Kevin Baugh）によって建国されたミクロネーション。アメリカ合衆国ネバダ州ライアン郡のデイトン近郊に首都が置かれている。
ボー家（ガバメント・ハウスとして知られている）の裏庭および正面の庭（約1エーカーの土地）、さらに南カリフォルニアの別の私有地から成る。元々、1977年に幼少期のプロジェクトとして確立され、1990年代後期に実体のある領土に発展した。
モロッシアという名前は、「小さな岩山」を意味するスペイン語の単語に由来する。
ボーは、モロッソス人（Molossians）と呼ばれる古代ギリシャの氏族とは無関係と述べている。
なお、アメリカにはスロージャマスタン共和国、コンク共和国も存在する。

## 歴史
モロッシアは、幼少期の「ミクロネーション計画」に起源を持ち、1977年5月26日にボーとジェームズ・スピルマンはグランド・ヴルドシュテイン共和国（Grand Republic of Vuldstein）を建国した。ヴルドシュテインの指導者は、ジェームズ1世（スピルマン）とボー首相だった。
1999年9月3日に、ボーはヴルドシュテインに代わるものとしてモロッシア共和国を建国して、彼自身がその大統領であると宣言した。

## 領域
モロッシアは、アメリカ合衆国の中に位置しており、総面積は9,956平方ロイヤルノートン（0.025km2/2.5ヘクタール/6.3エーカー）。
ハーモニー州（Harmony Province）は、ネバダ州のデイトン近郊に位置する。モロッシアの領域で最も小さく、1エーカー（4,000 m²）ほどしかない。ボー家の主要な場所であり、モロッシアのサイトではそこに首都（Baughston）があることを示している。
保護領ニューアントリム（The Protectorate of New Antrim）は、ペンシルベニア州の非公開の場所に位置し、面積は8エーカー以上（3.2ヘクタール）でモロッシアの領域の中で最大である。北アイルランドのアントリム県に因んで命名され、独自の知事、グランド・アドミラル・ヘス（Grand Admiral Hess）がいる。
2003年8月に、ボーは北カリフォルニアで小さな土地を購入。これはファファラの植民地（Colony of Farfalla）として紹介された。その後ボーが南カリフォルニアのデザート・ホームステッド州（Desert Homestead Province）と名づけた別の土地を引き継いだ後に、2005年末に売却された。デザート・ホームステッドは、以前は、ボーの祖父が所有していた。
ヴェスペリア(Vesperia)は、モロッシアが金星に領有権を主張している土地で、面積は13万平方km(49,881平方マイル)である。なお、宇宙条約においては地球上の国家が地球外の領土の領有を主張するのは禁じられているが、モロッシアは当然ながら宇宙条約を署名・批准していない。
またモロッシアは、北大西洋のメキシコ南東750km沖のネプチューン・ディープ(Neptune Deep)と名付けた地帯の領有権も主張している。

## 活動

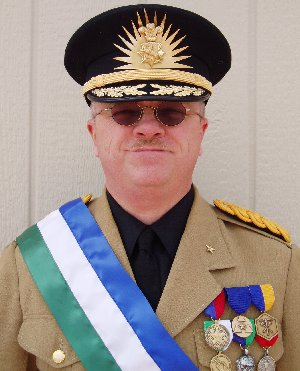
ケビン・ボー大統領

### 宣言
モロッシア共和国は、米国の中に位置しており、かつ、完全に取り囲まれている。主権を有し、独立した国民国家であると主張しており、主権国家と同様の政治制度を採用している、と称している。

### 機構
モロッシアは、下院と州の設置を憲法で定める共和国である。「境界上において常に存在する外国人からの脅威」から守るため戒厳令が存在する。大統領（ケビン・ボー）は外交問題を含む国防のすべての権限を行使することができる、と称している。

### 外交関係
ボーはモロッシアが独立国であると主張しているが、モロッシアを承認し、これと外交関係を持つ主権国家はない。またボーはアメリカ合衆国に納税しているが、彼はこれを「対外援助」と称している。
1983年11月2日以来、東ドイツと戦争状態にあると主張しており、戦争を止めるためとして戦時公債を発行している。東ドイツは1990年に西ドイツに併合（ドイツ再統一）されており既に存在しないが、ボー側は
1972年にキューバ沖のエルンスト・テールマン島（エルンスト・テールマンはワイマール共和国期のドイツの政治家で、ドイツ共産党の党首を務めた人物）がキューバから東ドイツに譲渡され、1990年の統一条約では同島の処遇について言及されていないことから、東ドイツの主権は同島に残存しており、従って戦争も継続されていると主張している（実際には、キューバがエルンスト・テールマン島を東ドイツに割譲した事実はない）。
コソボが独立宣言をした翌日の2008年2月18日に、モロッシアはコソボを承認した。

## モロッシア郵便と通信サービス
モロッシア郵便と通信サービスは、モロッシア共和国内で機能するだけである。現在、郵便と通信サービスによりシンデレラ切手が生産されている。

## 観光
観光には事前の予約が必要であり、予約なしで訪問すると入国できない。ビザは必要ないが、アメリカ国外の観光客が訪問する場合は、アメリカのビザが必要となる場合がある。アメリカからモロッシアに入国する場合、パスポートの提示は必須ではないが、モロッシア側はパスポートの提示を推奨しており、パスポートには入国スタンプが押される。
なお、下記の物品のモロッシア国内への持ち込みは禁じられている:
- 火器、弾薬、爆発物、ドラッグ、アルコール飲料、タバコ、白熱電球、プラスチック製の買い物袋、ナマズ、新鮮なほうれん草、宣教師およびセールスマン、玉ねぎ、およびセイウチ[4]

## 市民権
外国人はモロッシア国内で就労したり、居住することは出来ない。モロッシアの市民権は、既にモロッシアに居住している住民のみに限定されており、新たな住民も受け入れていない。

## 画像
- 境界の看板。「独立主権国家モロッシアへようこそ。ここより先は米国ではありません」と書かれている。
- 郵便受け（税関）
- 大統領公邸とされる建物。
- 領域内の公園。ノートン公園。
- 領域内の砂漠。